# Равна (Монтанська область)
Ра́вна (болг. Равна) — село в Монтанській області Болгарії. Входить до складу общини Чипровці.

## Населення
За даними перепису населення 2011 року у селі проживали 42 особи, з них 41 особа (97,6%) — болгари.
Розподіл населення за віком у 2011 році:
Динаміка населення: